# 霍伯爾
霍伯爾（挪威語：Hobøl）是挪威原東福爾郡的一個市镇，2020年1月1日并入内东福尔市镇，并隶属新成立的维肯郡。